# ستاد مرکزی فیفا
ستاد مرکزی فیفا (انگلیسی: FIFA headquarters) مقر اصلی فیفا است که در سال ۲۰۰۶ تکمیل شد و در زوریخ سوئیس واقع است. این مجموعه در منطقه ۷ زوریخ و در مکانی موسوم به زوریخ‌برگ قرار دارد.
در این مجموعه مکان‌هایی برای ورزش، استراحت، و یک زمین فوتبال در اندازه واقعی نیز وجود دارد. این مجموعه که نمادی از خانه جامعه جهانی فوتبال و ۲۰۹ کشور عضو و ۲۷۰ میلیون بازیکن، مربی و داور به شمار می‌رود را تیلا تئوس معمار سوئیسی طراحی کرده‌است.

ساختمان اصلی تنها دو طبقه فوقانی دارد و دو سوم بنا در زیرزمین ساخته شده‌است و شامل بایگانی، پارکینگ، اتاق جلسات و مکان‌های عبادت است. بخش فوقانی جهت دفاتر کارکنان فیفا، اتاق کنفرانس و پذیرش در نظر گرفته شده‌است.